# Eddie Slovik
Edward Donald Slovik (Detroit, 18 de Fevereiro de 1920 — Sainte-Marie-aux-Mines, 31 de Janeiro de 1945) foi um soldado estadunidense que, acusado de deserção pelo governo, foi executado em 1945. Ele foi o único estadunidense a ser morto por deserção durante a Segunda Guerra Mundial, e o primeiro desde a Guerra de Secessão.